# Овер (Горња Лоара)
Овер (фр. Auvers) насеље је и општина у централној Француској у региону Оверња, у департману Горња Лоара која припада префектури Бријуд.
По подацима из 2011. године у општини је живело 61 становника, а густина насељености је износила 2,84 становника/km². Општина се простире на површини од 21,5 km². Налази се на средњој надморској висини од 1180 метара (максималној 1.496 m, а минималној 756 m).

## Демографија
| 1962. | 1968. | 1975. | 1982. | 1990. | 1999. | 2011. |
| ----- | ----- | ----- | ----- | ----- | ----- | ----- |
| 133   | 147   | 125   | 103   | 86    | 67    | 61    |

График промене броја становника у току последњих година